# Kévin Bouly
Pour les articles homonymes, voir Bouly.
Kévin Bouly, né le 26 avril 1981 à Langres, est un haltérophile français.

## Carrière
Il a 20 ans lorsqu’il découvre l’haltérophilie dans une salle de sport qu’il fréquente. Il commence la compétition à 22 ans. Il se passionne rapidement pour ce sport physique et complet qui allie coordination, vitesse, puissance et concentration. Il se lance assez rapidement dans la compétition.
En 2002, parallèlement à sa carrière de sportif de haut niveau, Kévin rejoint SNCF en tant que conducteur d’engin locotracteur à Culmont-Chalindrey.
En 2009, à force de travail, d’entrainements et de bons résultats au niveau national, il intègre le dispositif Athlètes SNCF qui lui permet d’aménager ses horaires de travail. Il est sacré à 8 reprises consécutives champion de France de 2009 à 2016.

## Palmarès

### Jeux olympiques
- 2016 à Rio,  Brésil
  - 12e

### Championnat du monde
- 2011 à Paris,  France
  - 20e
- 2016 à Heinsteim,  Allemagne
  -  Médaille d'or, catégorie - 105 kg

### Championnat d'Europe
- 2017 à Halmstad,  Suède
  -  Médaille d'or Masters, catégorie - 105 kg (Record du monde de l'épaule jeté : 193 kg)
- 2013
  - 13e

### World Masters Game
- 2017
  -  Médaille d'or en  Nouvelle-Zélande, catégorie - 105 kg

### Championnat de France
- 2018
  -  Médaille d'or Masters (+35 ans), catégorie - 105 kg
- 2017
  -  Médaille d'or Masters, catégorie - 105 kg
  -  Médaille d'argent Seniors, catégorie - 105 kg
  -  Médaille d'argent par équipe (Reims)
- Médaille d'or - 2016 catégorie - 105 kg
- Médaille d'or - 2015 catégorie + 105 kg[4]
- Médaille d'or - 2014 catégorie + 105 kg[5]
- Médaille d'or - 2013 catégorie + 105 kg[6]
- Médaille d'or - 2012 catégorie + 105 kg[7]
- Médaille d'or - 2011[réf. nécessaire]
- Médaille d'or - 2010 catégorie - 105 kg[8]
- Médaille d'or - 2009 catégorie - 94 kg[9]
- Médaille d'argent - 2008
- Médaille d'argent - 2007